# Iizuka
Iizuka (Japans: 飯塚市, Iizuka-shi) is een stad in de Japanse prefectuur Fukuoka. In 2015 telde de stad 129.683 inwoners. 

## Geschiedenis
Op 20 januari 1932 werd Iizuka benoemd tot stad (shi). In 2006 werden de gemeenten Chikuho (筑穂町), Honami (穂波町), Kaita (頴田町) en Shonai (庄内町) toegevoegd aan de stad.

## Partnersteden
- Xi'an, China

## Geboren
- Taro Aso (1940), premier van Japan (2008-2009)

Steden:
Asakura · Buzen · Chikugo · Chikushino · Dazaifu · Fukuoka (hoofdstad) · Fukutsu · Iizuka · Itoshima · Kama · Kasuga · Kitakyushu · Koga · Kurume · Miyama · Miyawaka · Munakata · Nakagawa · Nakama · Nogata · Ogori · Okawa · Omuta · Onojo · Tagawa · Ukiha · Yame · Yanagawa · Yukuhashi

Districten:
Asakura · Chikujo · Kaho · Kasuya · Kurate · Mii · Miyako · Mizuma · Onga · Tagawa · Yame
Gemeenten per district